# بریستول کواندا مونوپلینز
بریستول کواندا مونوپلینز (به انگلیسی: Bristol Coanda Monoplanes) یک هواگرد ساختِ کارخانهٔ بریستول ایروپلین در کشور بریتانیا است. این هواگرد برای نخستین بار در ۱۹۱۲ میلادی مورد استفاده قرار گرفت.

## نگارخانه

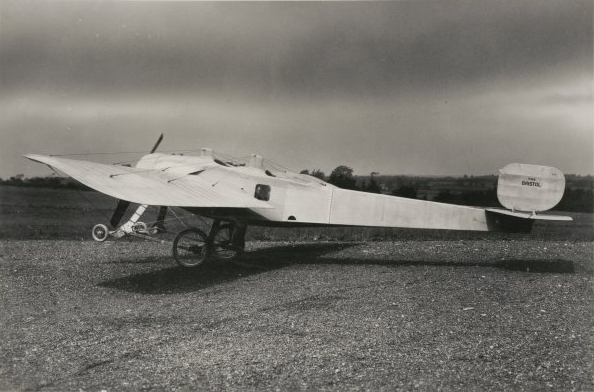
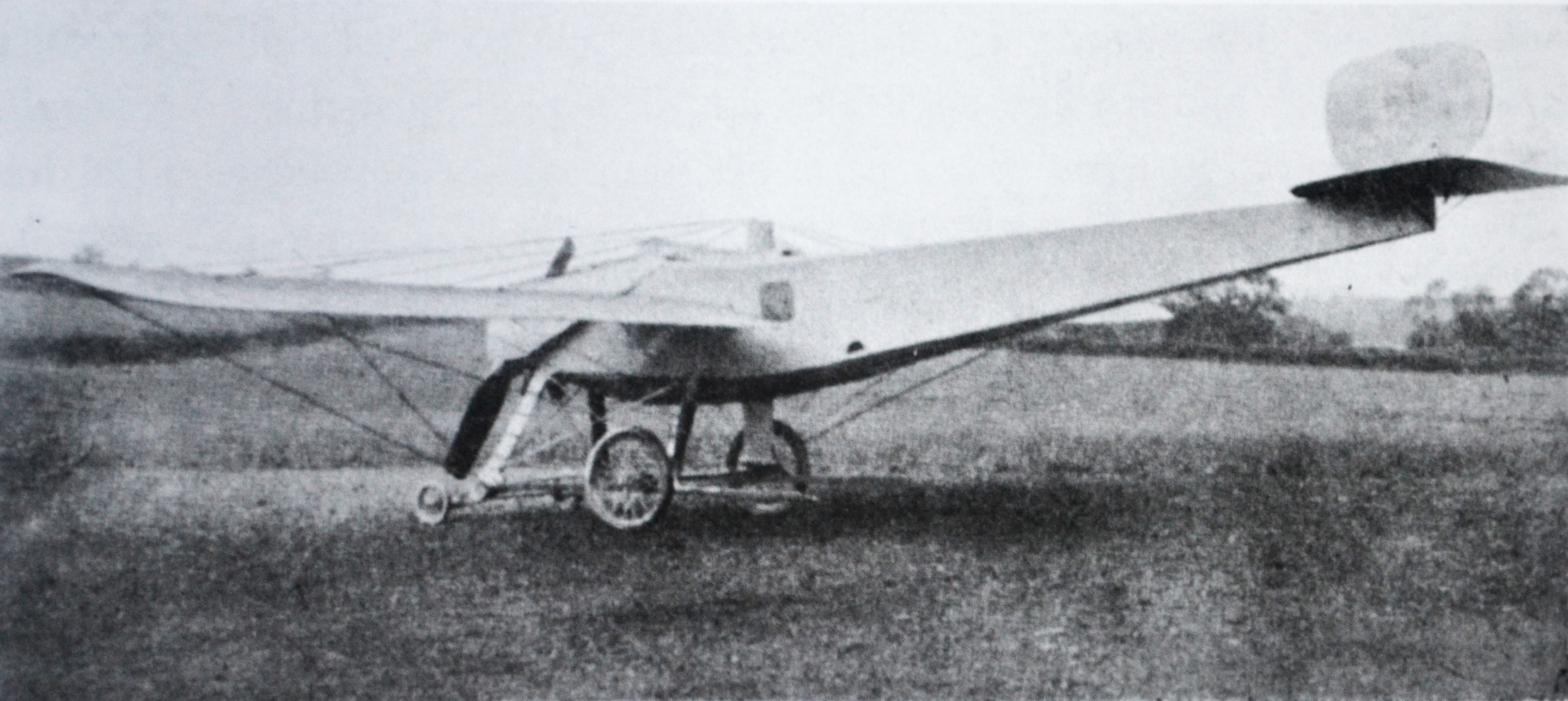
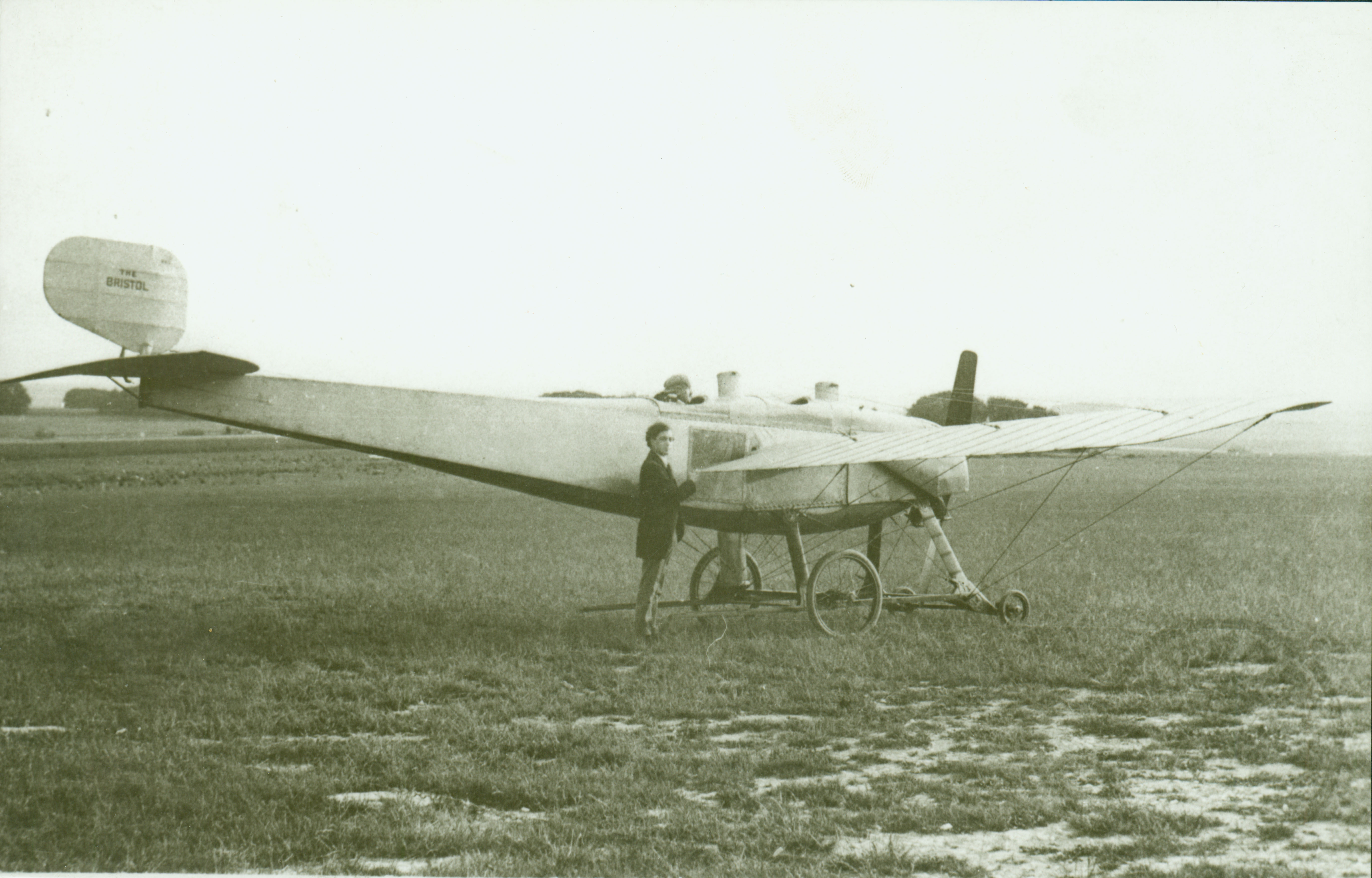
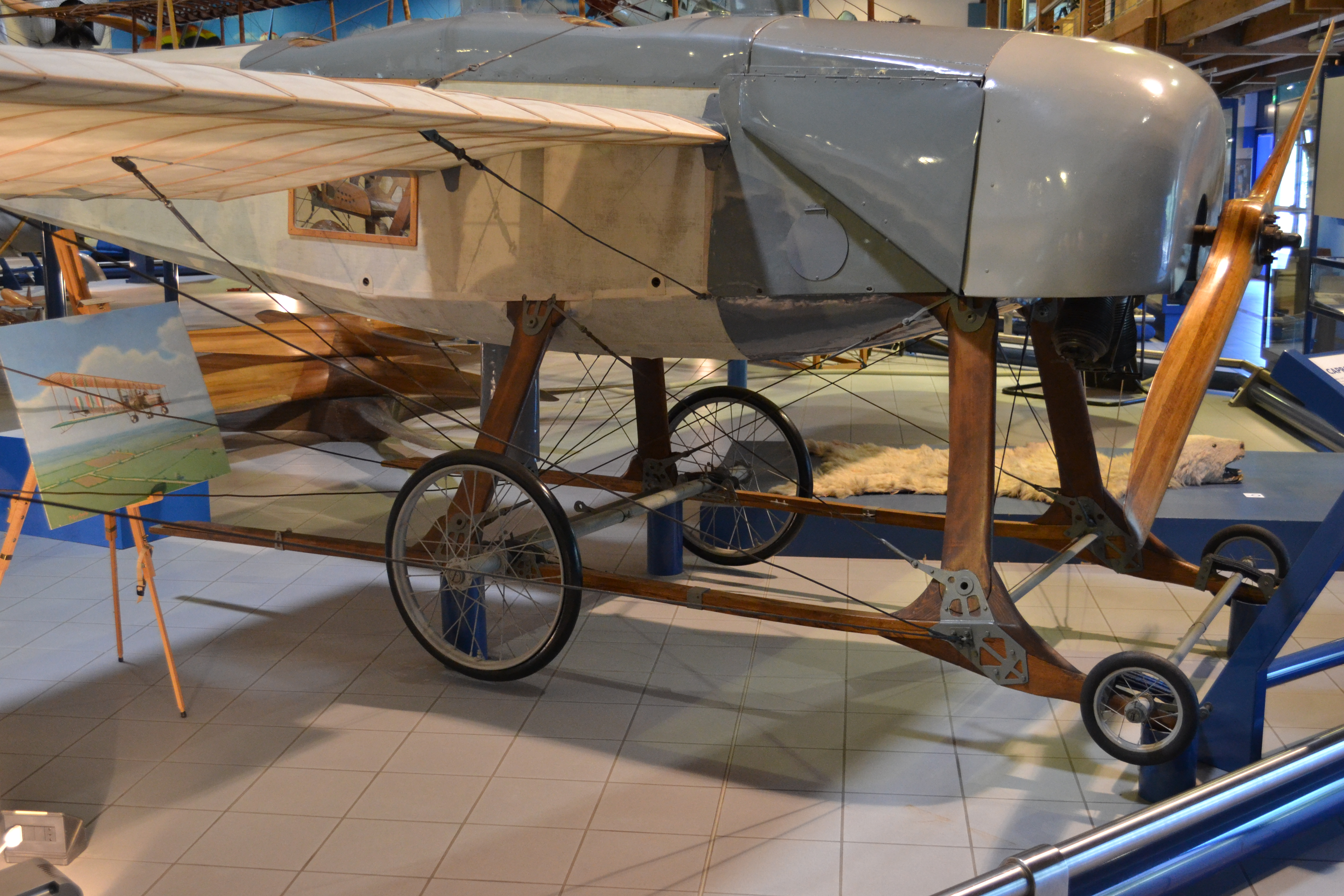
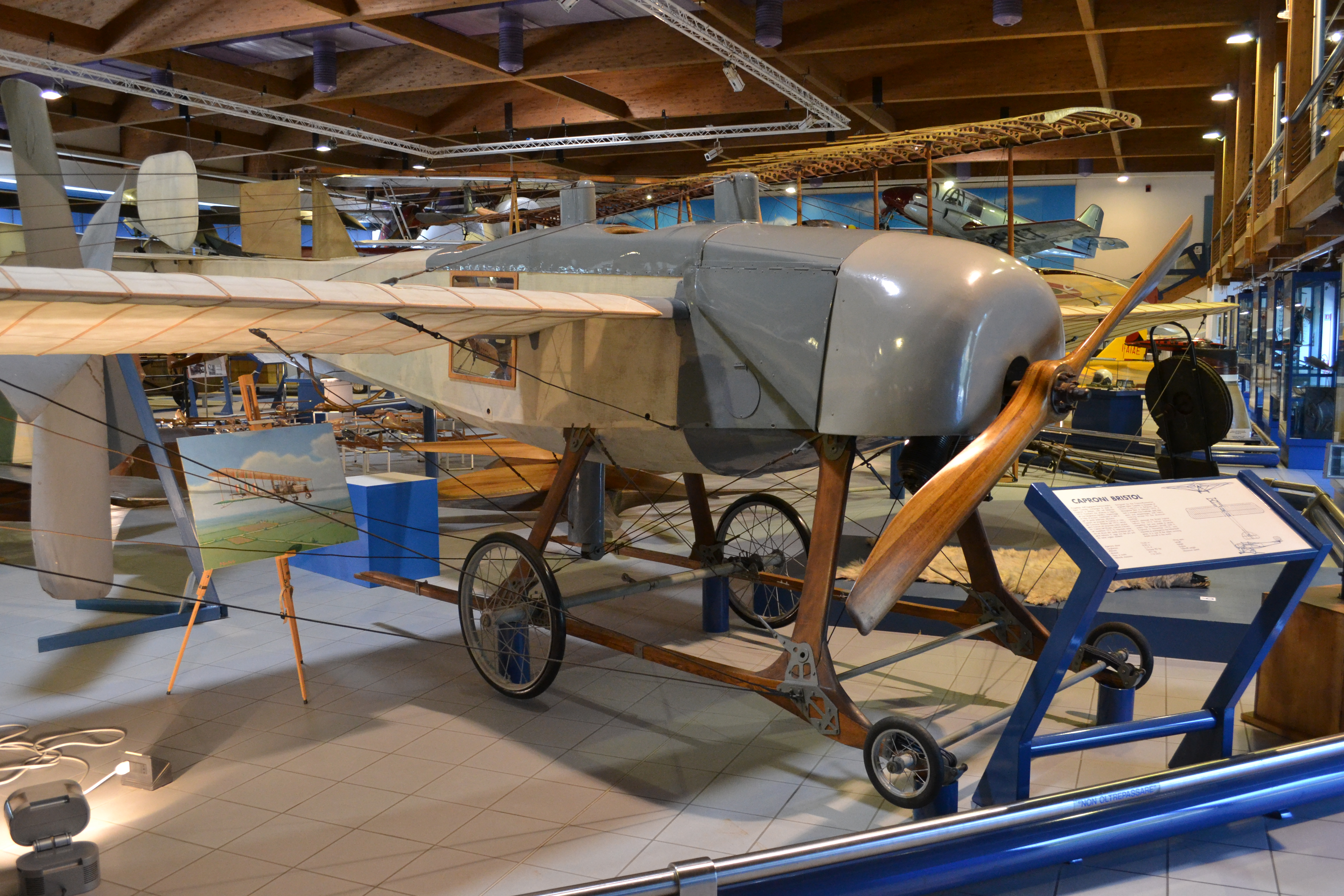
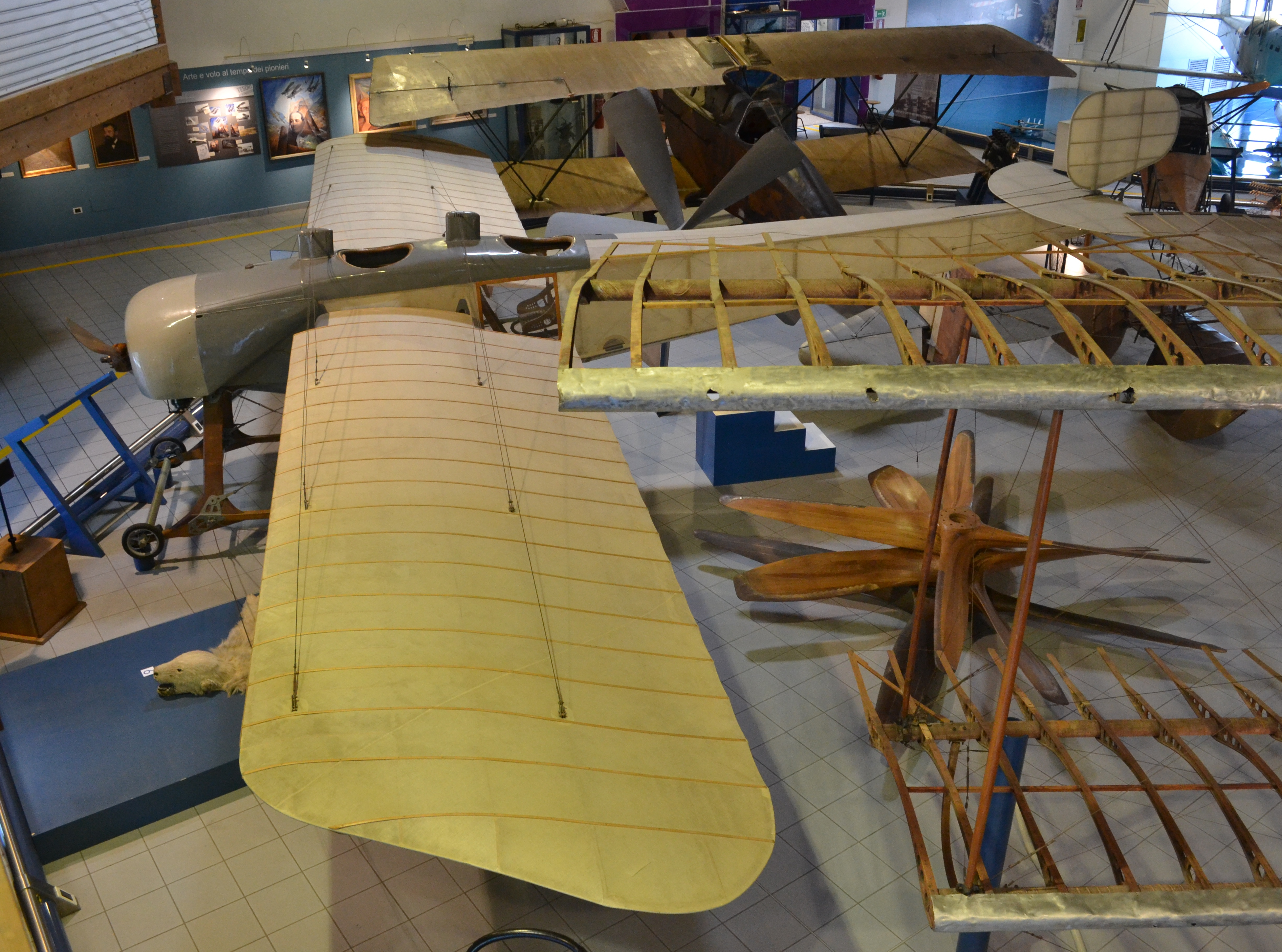
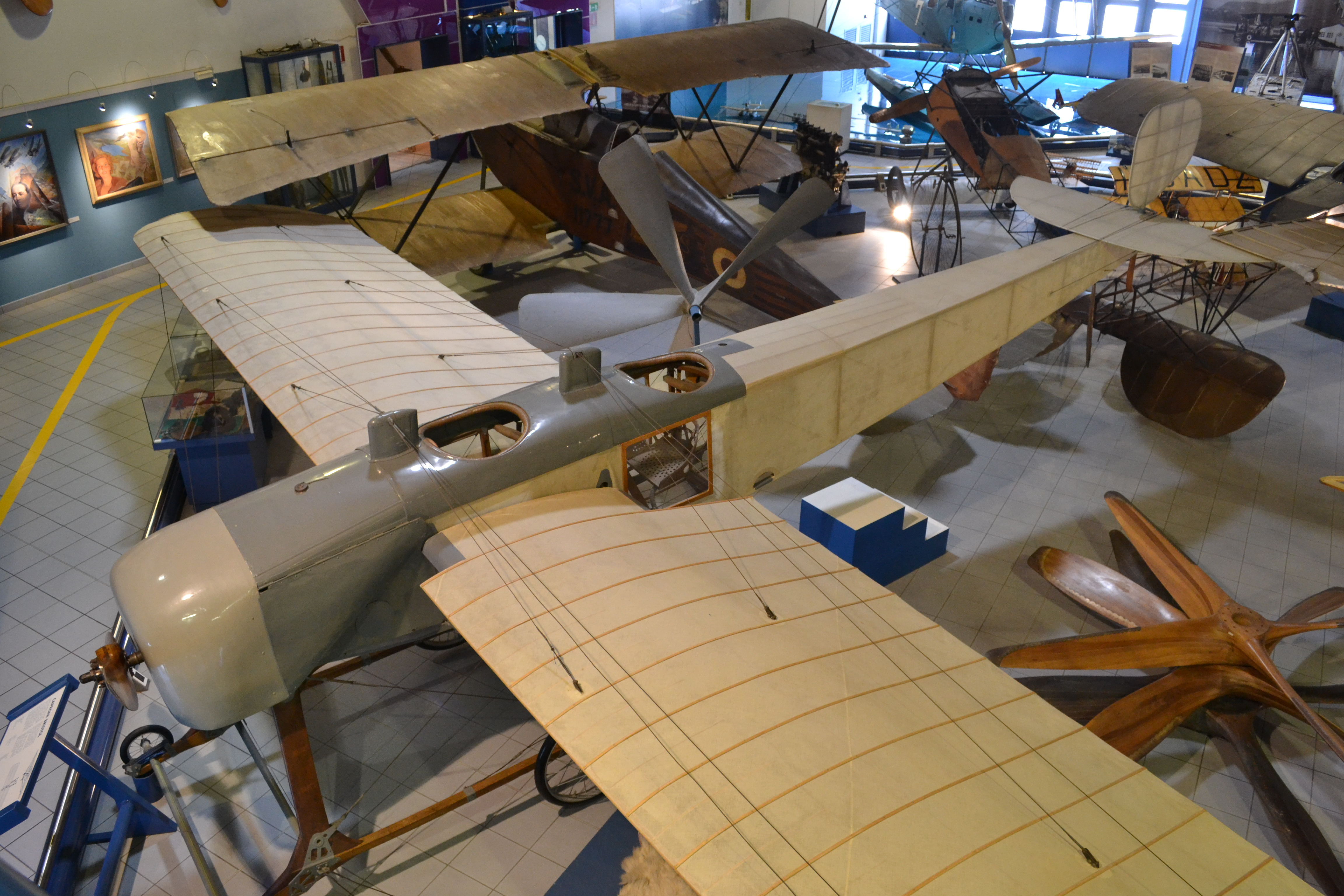